# Комић
Комић је насељено мјесто у Лици, у општини Удбина, Личко-сењска жупанија, Република Хрватска.

## Географија
Налази се 10-ак км јужно од Удбине. Од Госпића је удаљен 43 км.

## Историја
У месту је 1847. године било 1418 Срба, а двадесет година касније 1867. разлика је чак 438 душа, па је ту укупно њих 980.
Мијат Стојановић је записао (1874. г.), као школски надзорник, да је школа поново отворена и да је заменик учитеља месни парох. Приличан напредак, само мањкају учевна средства и потпуно оспосибљен учитељ, који не би морао служити две службе, што је тешко без уштрба једне или друге.
Комић се од распада Југославије до августа 1995. године налазио у Републици Српској Крајини. До територијалне реорганизације у Хрватској насеље се налазило у саставу бивше велике општине Кореница.
У августу 1995. током хрватске операције „Олуја”, у Комићу је убијено девет Срба. Од укупно девет убијених Срба, 7 су биле жене, а четворо убијених су били старији од 90 година.

## Култура
У Комићу је сједиште истоимене парохије Српске православне цркве. Парохија Комић припада Архијерејском намјесништву личком у саставу Епархије Горњокарловачке. У Комићу је постојала српска православна црква Покрова Пресвете Богородице, која је уништена током Другог свјетског рата, као и српски православни храм Светог оца Николаја из 1778. године, спаљен у Другом свјетском рату, a срушен након рата. Парохију сачињавају: Комић и Пољице.
Слава села је Покров Пресвете Богородице, који се слави 14. октобра.

## Становништво
Према попису из 1991. године, насеље Комић је имало 153 становника, међу којима је било 152 Срба и 1 Југословен. Према попису становништва из 2001. године, Комић је имао свега 9 становника. Комић је према попису из 2011. године имао 20 становника.
| Националност       | 1991. | 1981. | 1971. | 1961. |
| Срби               | 152   | 269   | 400   | 551   |
| Југословени        | 1     | 22    | 10    |       |
| Хрвати             |       | 1     | 4     | 6     |
| остали и непознато |       |       | 1     |       |
| Укупно             | 153   | 292   | 415   | 557   |

| Демографија | Демографија | Демографија |
| Година      | Становника  | Становника  |
| ----------- | ----------- | ----------- |
| 1961.       | 557         |             |
| 1971.       | 415         |             |
| 1981.       | 292         |             |
| 1991.       | 153         |             |
| 2001.       | 9           |             |
| 2011.       |             | 20          |

### Презимена
Презимена у Комићу су:
| - Батинић - Босић - Бошњак - Вукмановић - Грозданић - Диклић - Драча - Егић - Калањ | - Кљајић - Лаврнић - Момчиловић - Опалић - Павлица - Рончевић - Ружић - Ћурчић - Угарковић |

## Знамените личности
- Душан Иванчевић (Комић код Удбине, Лика, 20. новембар 1890 — Београд, 16. август 1972), свештеник Српске православне цркве, народни посланик, публициста.[9]
- Ђорђе Лаврнић (Комић, 6. јун 1946 — Добој, 27. новембар 2010) био је српски и југословенски рукометаш.